# 勃固
勃固（Bago）位于缅甸南部，是勃固省的首府，舊名漢達瓦底，人口约22万。

## 歷史
传说在573年，两个从直通来的孟族公主建立了勃固王国。
勃固山曾是缅甸共產黨中央根據地。
2021年緬甸軍事政變後，2021年4月9日，勃固成為勃固大屠殺的發生地，緬甸陸軍和警察在暴力鎮壓抗議者後殺害了至少 82 名平民。

## 延伸阅读
- （英文）International Dictionary of Historic Places: Asia and Oceania （页面存档备份，存于）